# Porte des Lions (Jérusalem)
Pour les articles homonymes, voir Porte des Lions.

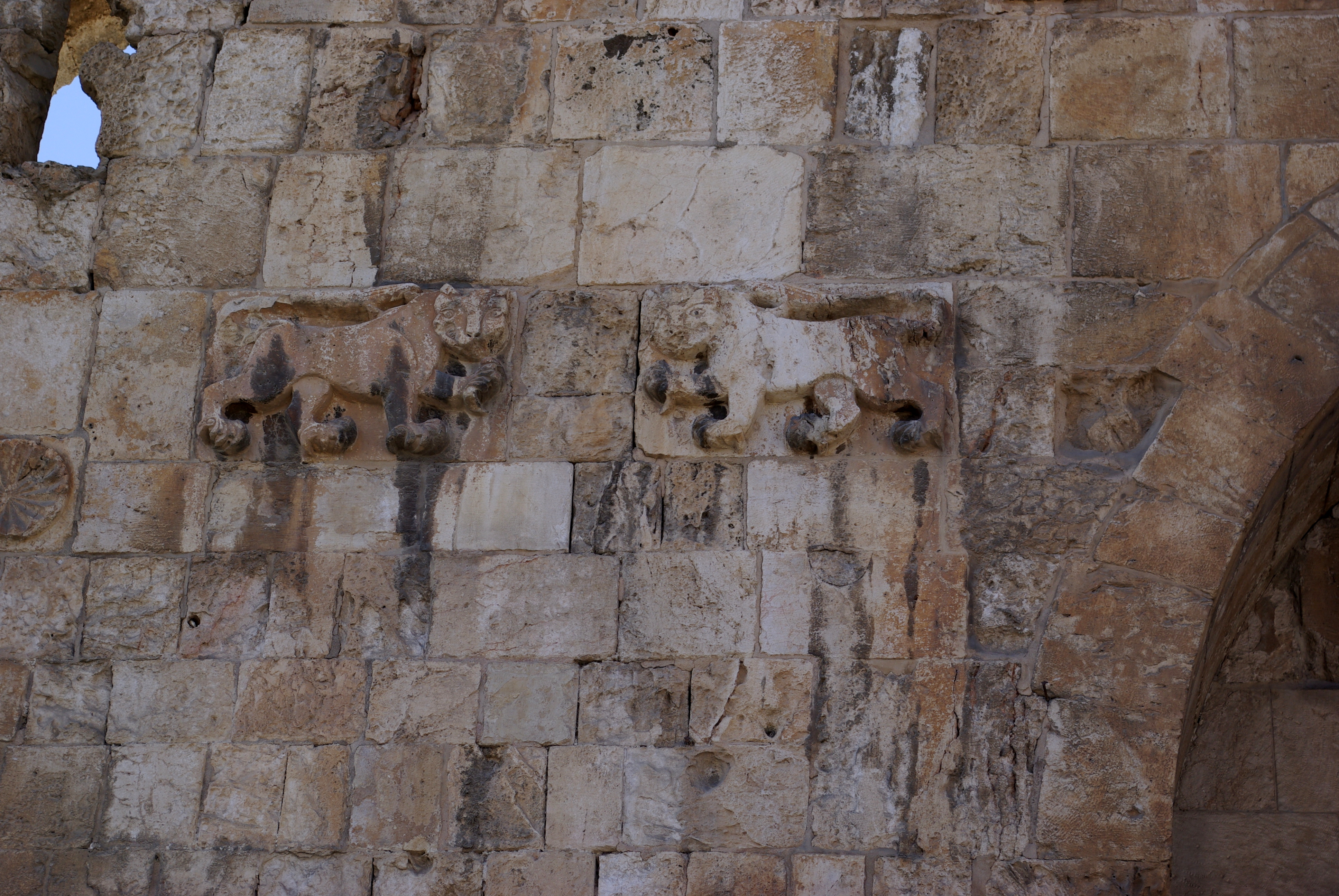
Les « lions » à gauche de la porte sont en réalité des léopards

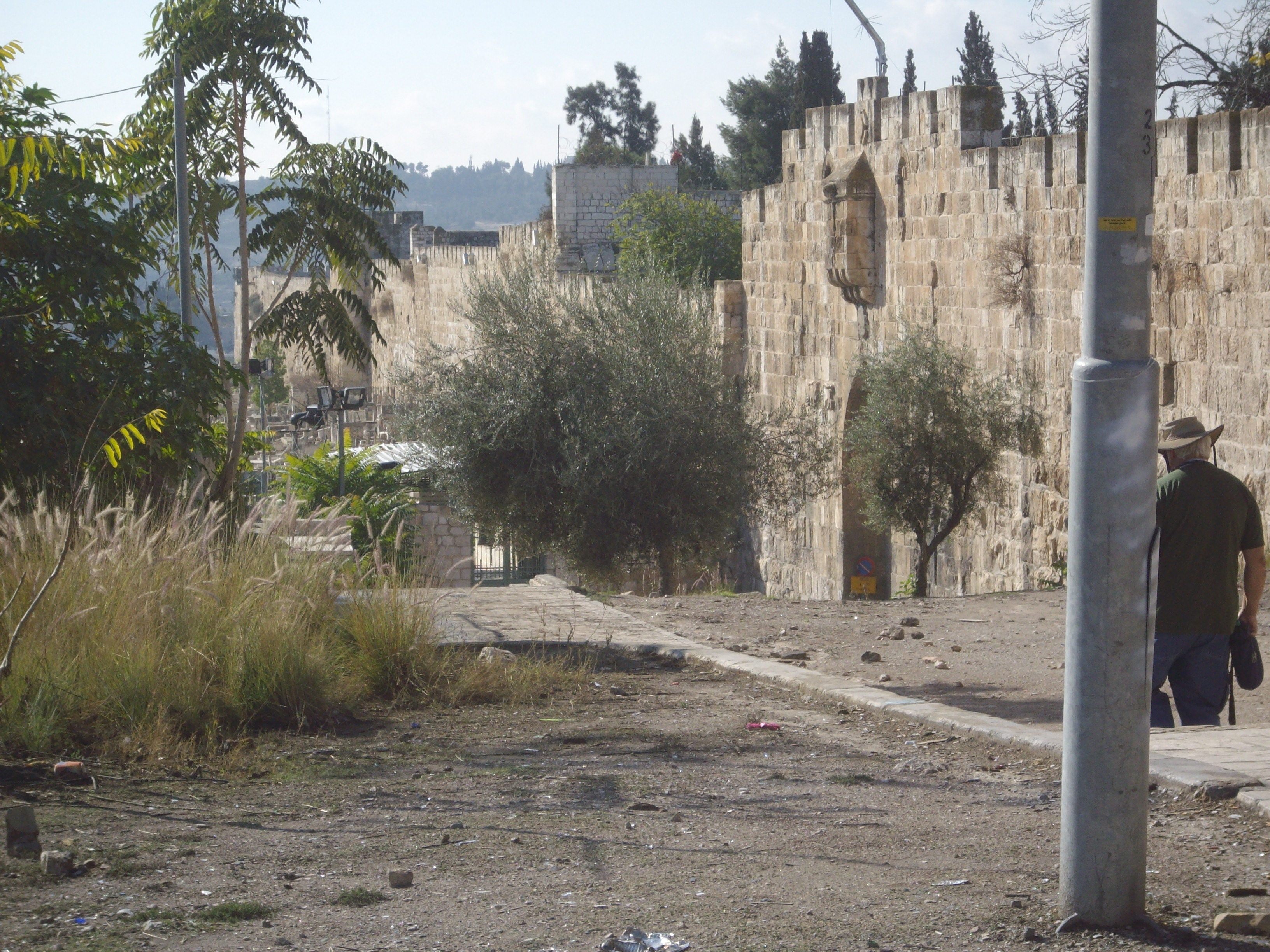
La porte des Lions vue sous un angle très inhabituel (à droite).

La porte des Lions (hébreu שער האריות, Sha'ar Ha'ariot, arabe  باب الأسباط, Bab al-Asbat) est l'unique porte qui soit ouverte sur la façade Est de la muraille de la Vieille Ville de Jérusalem, face au mont des Oliviers.

## Histoire

Armoiries de Baibars.

Cette porte est déjà présente sur les murailles précédentes de la Vieille Ville et est probablement construite durant le règne d'Hérode Agrippa. Elle est appelée « porte de Benjamin » au VIe siècle (en référence à Jr 37,12, cette porte menant à la tribu de Benjamin), « porte de Jéricho » au Xe siècle. 
Son nom officiel, donné par son commanditaire Soliman le Magnifique en 1538 - 1539 lors de la construction des murailles actuelles, est en arabe الباب الأردن,  bab al—Ghor, « porte du Jourdain », mais elle est mieux connue sous son nom hébraïque « porte des Lions ». 
Son nom actuel de « porte des Lions », adopté au milieu du XIXe siècle, vient des deux couples de félins sculptés en bas-relief sur les deux côtés de la Porte (il s'agit en réalité de léopards). Selon une légende, ce nom fut donné par Soliman le Magnifique (constructeur des murailles de la Vieille Ville) qui, lors d'un songe, fut menacé par son père Selim Ier, d'être donné en pâture aux fauves s'il n'accélérait pas la construction de la muraille. Ces lions stylisés sont des panthères qui correspondent aux emblèmes du sultan mamelouk Baibars, artisan du relèvement musulman au Moyen-Orient dans sa lutte contre les Croisés. Soliman a probablement réemployé ces sculptures ornant un monument du temps de Baibars pour célébrer ce héros ou au contraire commémorer la victoire de son père Selim sur le Sultanat Mamelouk.
Les Croisés l'appellent « porte de Josaphat » car elle mène à la vallée de Josaphat.  
Les Arabes la nomment « porte des Tribus », peut-être en référence aux les Enfants d'Israël qui avaient coutume, d'après la tradition, d'y passer pour se rendre au Temple ou aux tribus bédouines qui résidaient à l'Est de Jérusalem et qui accédaient à la ville par cette porte. Ils la nomment aussi bab Sittna Mariam, « porte de Dame Marie » en référence à la maison des parents de la vierge Marie qu'une tradition situe à proximité ou à la croyance que la mère Jésus aurait quitté la ville par cette porte.  
À partir du XVIe siècle, les chrétiens la nomment « porte Saint-Étienne » ou « Saint-Stéphane » (bien que jusqu'au XIVe siècle, ce nom était réservé à la porte de Damas), du nom du premier martyr de la chrétienté dont la tradition fixait la lapidation à cet endroit. La tombe de ce dernier fut un instant identifiée non loin de la Porte, dans la vallée de Josaphat. À quelques centaines de mètres, à l'extérieur des murs, se trouve l'église orthodoxe Saint-Étienne. 
Son orientation correspond à l’ancienne porte des Brebis (en référence à la proximité de la « piscine des Brebis » d'eau de source qui servait à laver ces animaux avant leur sacrifice).
Cette porte est la plus importante pour les chrétiens, car c'est par cette entrée qu'ils accèdent à la Via Dolorosa. Chaque vendredi ont lieu des processions depuis cet endroit. Près de cette porte, à l'extérieur, est présent un cimetière musulman.
C'est par cette porte que les parachutistes de Tsahal donnèrent l'assaut à la Vieille Ville et en prirent son contrôle le 7 juin 1967, lors de la Guerre des Six Jours. Endommagée à cette occasion, la mairie de Jérusalem la fait restaurer en 1969. La route qui monte vers la porte des Lions depuis la vallée du Kidron a été baptisée « Ma'ale Mota Gur » en hommage à Mordechai Gur (en) qui dirigeait les troupes lors de l'assaut final contre les Jordaniens à Jérusalem. Le colonel Motta Gour a alors prononcé cette phrase historique célèbre : « Le Mont du Temple est entre nos mains ».

## Architecture

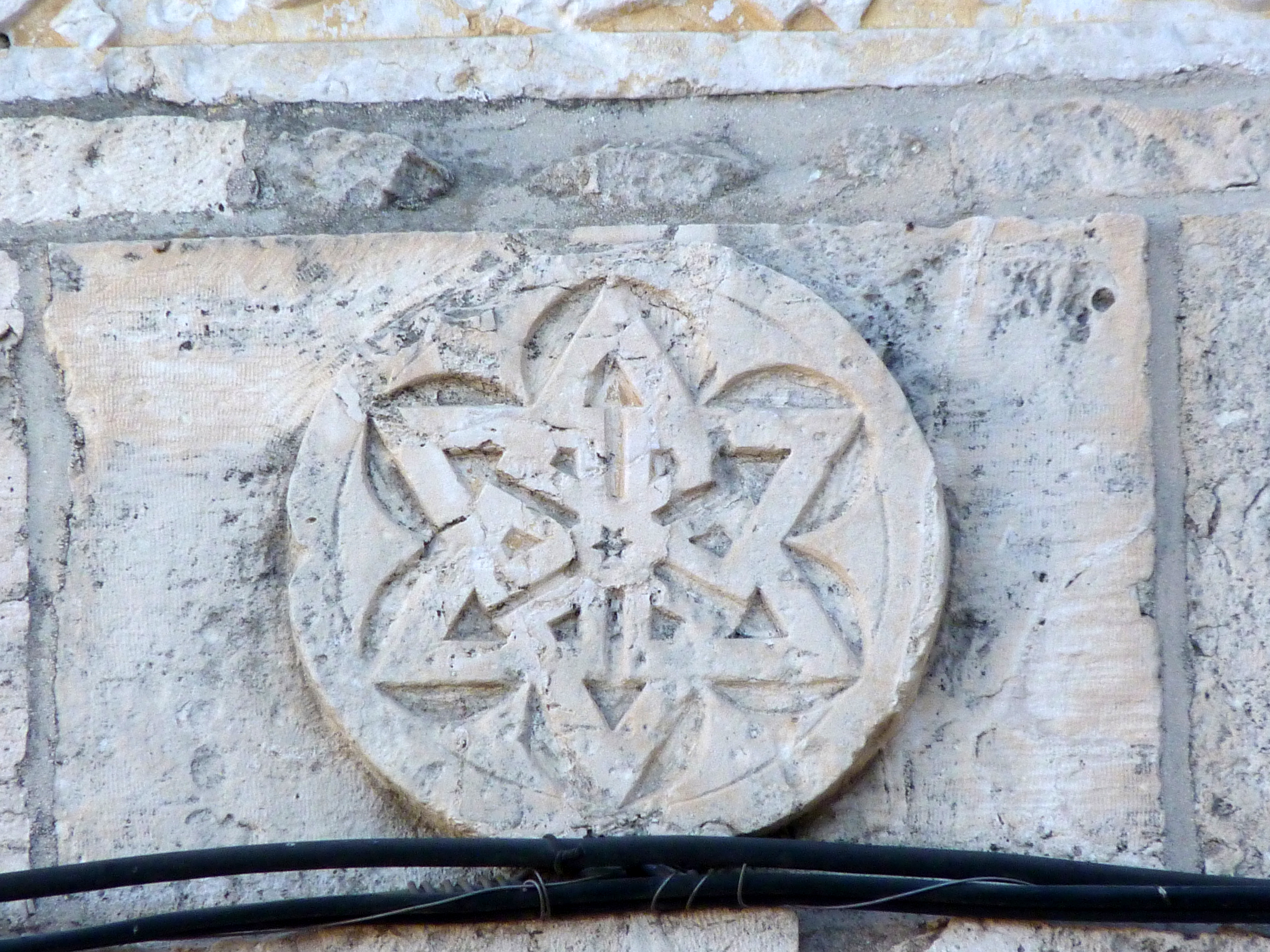
Sceau de Salomon en médaillon.

L'architecture est une combinaison de styles mamelouk et ottoman. Comme la porte de Jaffa, elle avait à l'origine une structure interne coudée en forme de L avec un angle à 90° vers le nord pour contrarier un envahissement direct et ralentir l'ennemi. Lors du mandat britannique en Palestine, le mur ouest de cette entrée est supprimé pour permettre l'accès des véhicules à l'hôpital autrichien de Jérusalem et donne aujourd'hui sur vestibule rectangulaire à voûte en éventail.
Les vantaux en acier de la porte pèsent chacun trois tonnes.
Le portail en retrait est surmonté d'un arc au-dessus duquel figure une plaque de pierre rectangulaire sans doute décorative et qui est bordée encadrée de médaillons circulaires. L'ouverture, surmontée d'un arc brisé, est flanquée de chaque côté de deux couples de « lions » affrontés. la muraille est ornée de  médaillons à décor végétal et géométrique. La porte est défendue de chaque côté par de grandes meurtrières et au-dessus par une bretèche dont l'encorbellement repose sur quatre corbeaux et qui est encadrée de deux fenêtres en arc lobé qui s'inspirent du style croisé. Le sommet du rempart s'achève par une rangée de merlons et créneaux. Le vestibule ouvre au sud et à l'ouest par un arc pyramidal. Au-dessus de l'arc sud, un panneau rectangulaire comporte une inscription en style naskh ottoman qui indique que cette porte a été construite sur un ordre donné en 1539 par le sultan Soliman le Magnifique,.